# 愛してる (INFINITY16の曲)
「愛してる」（あいしてる）は、INFINITY16の8作目のシングル。2010年4月28日にFar Eastern Tribe Recordsから発売された。

## 収録曲
1. 愛してる welcomez 若旦那(5:21) 
作詞・作曲：INFINITY16・若旦那、編曲：橘井健一
2. 伝えたい事がこんなあるのに-Lover's Mix- welcomez 若旦那 from 湘南乃風 & JAY'ED(5:55)
3. 愛してる [inst]

| スタブアイコン | サブスタブ | この項目は、まだ閲覧者の調べものの参照としては役立たない、シングルに関連した書きかけの項目です。この項目を加筆・訂正などしてくださる協力者を求めています（P:音楽/PJ:楽曲）。 |